# Qinggang (häradshuvudort)
Qinggang (kinesiska: 青冈, 青冈镇, 青冈县) är en häradshuvudort i Kina. Den ligger i provinsen Heilongjiang, i den nordöstra delen av landet, omkring 110 kilometer norr om provinshuvudstaden Harbin.
Runt Qinggang är det ganska tätbefolkat, med 155 invånare per kvadratkilometer. Qinggang är det största samhället i trakten. Trakten runt Qinggang består till största delen av jordbruksmark.
Genomsnittlig årsnederbörd är 807 millimeter. Den regnigaste månaden är juli, med i genomsnitt 229 mm nederbörd, och den torraste är januari, med 8 mm nederbörd.